# استان جنوبی (روآندا)
استان جنوبی (روآندا) (به لاتین: Southern Province, Rwanda) یک استان در رواندا است که در جنوب واقع شده‌است.

## خصوصیات
استان جنوبی ۵٬۹۶۳ کیلومترمربع مساحت و ۲٬۵۸۹٬۹۷۵ نفر جمعیت دارد.